# Zuidbroek (Midden-Groningen)
Zuidbroek (Gronings: Zuudbrouk) is een dorp in de Nederlandse provincie Groningen. In 2023 telde het 3.585 inwoners. Vanaf 1 juli 1965 is de voorheen zelfstandige gemeente opgegaan in Oosterbroek, Menterwolde en de huidige gemeente Midden-Groningen.
Het dorp wordt sinds 1992 doorsneden door de autosnelweg A7. De protestantse Petruskerk staat ten noorden van de weg, terwijl het station Zuidbroek zich in het zuidelijke deel van het dorp bevindt, evenals het grootste deel van de middenstand, de meeste woonbuurten en de bedrijventerreinen Gouden Driehoek en Industriewegen.

## Indeling
Onder Zuidbroek vallen de buurtschappen Spitsbergen, Tusschenloegen, Uiterburen en 't Veen (vroeger Uiterbuursterveen) en Westeind (vroeger Oosteinde genoemd). Op de grens met Scheemda lag de buurtschap Oudedijk. Het dorpscentrum stond bekend als Kerkhorn. Kerkelijk vormden Zuidbroek en Muntendam tot 1840 één gemeente. Op het bestuurlijke vlak golden de dorpen Muntendam en Tripscompagnie als zelfstandige kerspelen. 
Zuidbroek had in de achttiende eeuw ten minste zeven buurtgilden, namelijk Noordergilde, Middengilde, Molengilde en Oudedijkstergilde (samen Uiterburen genoemd), Kerkengilde en Diepstergilde (samen Overburen), verder Tusschenloegstergilde. Het buitengebied van Zuidbroek werd op 19e-eeuwse kadasterkaarten onderscheiden in Uiterburenboven en Uiterburenbuiten, Zuidbroekboven en Zuidbroekbuiten (De Vennen), alsmede Tusschenloegen boven en Tusschenloegen buiten. De buurtschappen Spitsbergen en Jagerswijk lagen deels in Sappemeer; de streek ten zuiden daarvan werd Kostverloren genoemd.
Op het grondgebied van Zuidbroek ontstonden de waterschappen Jagerswijk, Spitsbergen en Kostverloren (1793), Overwater (1793), Roodetilsterpolder (1799, gedeeltelijk),  Het Poeltje (voor 1832/1881), Uiterburen (vóór 1861), De Munte (1882), Eindelijk (1892) en De Vennen (1908). De belangrijkste watergangen zijn Winschoterdiep en Muntendammerdiep; nieuw gegraven zijn A.G. WIldervanckkanaal, Klingensloot en Vennenwatering. Het riviertje De Leest kreeg bij de laatste ruilverkaveling een nieuw verloop, terwijl Dwarsdiep, Papendiep, Nieuwe Watering, Hondelaansloot, Ouddijksloot en Kuindersloot kwamen te vervallen. Zuidbroek en Muntendam vormden een zelfstandig onderdeel van het Termunterzijlvest en het waterschap Oldambt. Het grondgebied behoort nu tot het waterschap Hunze en Aa's.

## Geschiedenis

### Middeleeuwen
Zuidbroek is uit meerdere nederzettingen ontstaan. Oorspronkelijk ging het om veenontginningen aan de rand van het riviertje de Munte of Munter Ae, die in de tiende of elfde eeuw werden gesticht. Zuidbroek maakte mogelijk met Noordbroek, Noordbroeksterhamrik en Meeden deel uit van een oudere kernparochie die Broke werd genoemd. In 1283 wordt de parochie Suthabroke voor het eerst vermeld. De naam betekent "ten zuiden van het broek (moerasland)". De plaatsnaam komt later voor als Suidbroeck (1391, Suderbrock (ca. 1475), Suitbroecke (1498), Suydtbrouck (1579), Suidbroek (1781). Het gebied werd al eerder bewoond, maar daarna weer verlaten. Aan de Uiterburen is in 1909 een urnenbegraafplaats uit de late Bronstijd of vroege IJzertijd (ca. 700 v.Chr.) gevonden.
De oudste nederzetting is waarschijnlijk de buurtschap Uiterburen. Bij de driesprong met de Heiligelaanbevond zich in de middeleeuwen een kapel met begraafplaats, mogelijk met een kluizenarij (die olde kluse). Volgens overleveringen heeft hier tot 1270  de oudste kerk van Zuidbroek gestaan; restanten van een begraafplaats zijn in 1984 blootgelegd. Op een provinciekaart van omstreeks 1680 staat dit Olde Kerckhof nog ingetekend. Vlakbij verrees rond 1500 een korenmolen. Verder naar het noorden lag de Drostenborg, het kasteeltje van de Gockinga's, die hier min of meer de baas speelden, totdat de stad Groningen in 1456 het gebouw overnam. Aan de Uiterburen stonden nog enkele steenhuizen. Verschillende boerderijen stonden echter verderop  in het veld, verspreid op een handvol zandkoppen of ‘klingen’ die bescherming boden tegen het opdringende rivierwater. De naam Uiterburen (*Uter-berethe, bêre = woonplaats) is wellicht aan deze vooruitgeschoven positie ontleend. Bij de aanleg van de A7 hebben archeologen onder de Oudedijksterweg de restanten van een oud akkercomplex (een es) gevonden, dat vanwege het water is verlaten. Nog in de zeventiende eeuw lag hier de buurtschapje Uterbeerte; ook sprak men wel van het Zuidbroeksterhamrik.
De tweede nederzetting werd Overburen genoemd. Die ontstond meer naar het westen. De eerste bewoners van het het gebied ten zuiden van de Heiligelaan (de Vennen) hadden namelijk al snel met wateroverlast te kampen. Daarom verhuisden zij naar een nieuwe bewoningsas langs de Nieuweweg of Bovenweg, de Kerkstraat en de Spoorstraat. De Heiligelaan – zo genoemd omdat hij op het land van de kerk lag – vormde een verbinding tussen de beide hoger gelegen nederzettingen. In het verlaten gebied – nu bedrijventerrein De Gouden Driehoek – zijn de restanten van ten minste vier steenhuizen uit de veertiende eeuw gevonden. Ook waren hier steenovens te vinden waar dakpannen werden vervaardigd. Het nieuwe dorpscentrum kwam rond de Petruskerk te liggen, die volgens overleveringen in 1270 werd gebouwd. Naast de kerk verrees een pastoorswoning, verder was hier een visvijver te vinden. In het volgende huis woonde de onderpastoor of vicaris. Later kwam er nog een schooltje naast de poort van het ommuurde kerkhof bij (nu gebouw De Kerkhörn). Verder werd hier omstreeks 1524 een armenhuis (gasthues) voor Noord- en Zuidbroek gesticht, dat in 1571 Jurjensgasthuis werd genoemd, maar later weer verdween. In Zuidbroek bevond zich vermoedelijk een voorwerk (grangarium in Broke) van het praemonstratenserklooster te Schildwolde, dat omstreeks 1250 werd toegewezen aan het nonnenklooster te Heiligerlee. Aan de Nieuweweg bevond zich later een boerderij die bekend als stond Grangsheerd; ook heette een pad dat vanaf de kerk naar het westen liep de Kloosterlaan.
Ten slotte was er nog een derde nederzetting langs de Legeweg of Edeweg (Oudfries: ēde = 'veen') in de Tussenklappenpolder, ten zuiden van het zijrivierje De Leest (ook: Leetse). De nederzetting was een voorloper van het huidige Muntendam en had hoogstwaarschijnlijk in de vijftiende eeuw een eigen kerk, waaraan omstreeks 1500 twee geestelijken waren verbonden. Het dorpje werd kort daarna vanwege de inbraak van de Dollard verlaten, maar bleef een zelfstandig kerspel dat tot 1840 kerkelijk onder Zuidbroek viel. Aan het huidige Muntendammerdiep bevond zich ook een voorwerk van het Grijzemonnikenklooster te Termunten (de huidige Kloosterplaats), dat kennelijk verantwoordelijk was voor het onderhoud van een sluis te Muntendam.
In de middeleeuwen lag Zuidbroek aan een handelsroute richting Duitsland, die vermoedelijk al in de dertiende eeuw bestond. In 1457 sloot de stad een overeenkomst met de bisschop en het stadsbestuur van Münster om deze weg nieuw leven in te blazen. Het karrenspoor liep via Harkstede, Kolham en Slochteren naar Stootshorn en vandaar via de Dwangsweg naar de huidige Drostenlaan. Hier konden de wagens over het hoogveen en langs de Drostenborg naar Uiterburen rijden. Van daaruit ging de route naar het zuiden, om via een zandweg – de zogenaamde Hondenlaan – bij de Legeweg uit te komen. Hier sloeg men weer af naar het oosten. Langs de Luttike Brugge (1451) over het riviertje de Ae bereikte men dan Meeden en Westerlee. Door de toenemende wateroverlast moesten de reizigers evenwel uitwijken naar hogere gronden. De hoofdroute liep voortaan via de Nieuweweg (Nije Wech, 1617) door Zuidbroek en vandaar door de rietkragen van het Pusepad naar het zuiden. Via de Legeweg en de huidige Eendrachtsweg (Oudeweg of Boeren Miedenweg) bereikte men vermoedelijk Muntendam, waar al rond 1600 een brug (mogelijk Galgentil genoemd) over de Ae lag. Later kwam het trekpad langs het Muntendammerdiep in gebruik. Het handelsverkeer werd door deze landschappelijke veranderingen flink bemoeilijkt. Daarbij kwam dat de huifkarren van de handelsreizigers vaak bredere sporen maakten dan gewone boerenwagens, zodat ze op de gewone dorpswegen problemen kregen. Toch bleven de oude karrensporen nog lange tijd in gebruik. De Olde brugge bij de Legeweg wordt nog genoemd in 1645.
Kort na 1500 was de Dollard op zijn grootst en waren de meeste landerijen ten oosten van Zuidbroek veranderd in kwelders en slikken. Al in 1527 waren er bedijkingsplannen; mogelijk ging het om een verdwenen dijkje dat vanaf Uiterburen via de Hondenlaan richting naar het zuiden liep. Omstreeks 1542 werd op de oostelijke oever van de Munter Ae de Oude Dijk aangelegd, aanvankelijk een kade van ca. 1,25 m hoog, waardoor het hele verdronken gebied beter tegen stormvloeden werd beschermd. Deze zomerdijk werd volgens sommige berichten omstreeks 1574 uitgebouwd tot een volwaardige zeedijk. De Oude of Muntendammer Ae stroomde hier via de Kuindersloot en later via de Krommerakken in de Dollard door een sluisje bij Medumertol, dat Karmerzijl werd genoemd. Zuidbroek had een eigen afwatering via het Dwarsdiep en het Papendiepje, die in de Broeksterzijl  uitmondde. Bij de aanleg van een volgende dijk in 1597 verhuisde de Karmerzijl naar Scheemderzwaag, waar hij uitmondde in de Oude Geut.
In de jaren 1585-1588 kregen Noord- en Zuidbroek een vaarverbinding naar Groningen. Het tracé van dit Nijediep liep via Slochteren, Stootshorn en Noordbroek door de nieuwe polders naar het zuiden. Mogelijk bouwde men toen een nieuwe scheepvaartsluis. Via deze zeesluis konden de schepen langs een buitendijks kanaal – het Mensediep (de Rechtewatering) – doorvaren naar Scheemda en Winschoten. Vanuit het dorp Zuidbroek werd bovendien een nieuwe wagenweg langs het Papendiepje aangelegd - de latere Galgeweg of Kleiweg  - om bij het haventje te komen. Via hetzelfde diepje konden kleine schuitjes op hun beurt Zuidbroek bereiken. Het smalle kanaal naar Groningen raakte al snel in onbruik en werd in 1611 opgegeven.
Door ontwatering en ontginning werd het hoogveen werd steeds beter toegankelijk, waardoor er een nieuwe handelsweg via Hoogezand en Kropswolde naar Drenthe in gebruik kon worden genomen. Nog in 1565 gold het veen rond Sappemeer “so diep ende onaffgrundich” dat men er vanuit Muntendam niet goed doorheen kon komen. Maar langs de Oudelaan in Zuidbroek lukte dat later veel beter. De karrensporen over het veen stonden echter een groot deel van het jaar vol water en ook de kleiwegen in de polders waren vaak onbegaanbaar. De belangrijkste verkeersroute bleef daarom van noord naar zuid over de hogere zandgronden lopen. Het schuttersgilde van Zuidbroek, dat in 1563 werd opgericht, had tot taak de hoofdweg door het dorp in oorlogstijd te verdedigen. Doortrekkende troepen kozen dikwijls de hoofdroute door Noord- en Zuidbroek, Meeden en Westerlee. Nog in 1665 verschansten enkele Zuidbroeksters zich in de Kerkstraat om de aanstormende troepen van Bommen Berend tegen te houden

### Na 1600
Na de aanleg van het Winschoterdiep of Schuitendiep ontstond een tweede dorpscentrum met bebouwing aan de noordkant van het kanaal. De aanleg van het kanaal begon in 1614. De gravers bereikten in 1628 Zuidbroek, waarna scheepvaartverkeer naar Groningen mogelijk werd. Op 14 juni 1628 vaardigde het stadsbestuur van Groningen een ordonnantie uit op het veer tussen Groningen en Zuidbroek. Het jaar daarop verhuurde het stadsbestuur twintig bouwkavels aan belangstellende kooplieden, schippers en middenstanders. Ook begon men aan het graven van het Meedener- of Muntendammerdiep, dat in 1637 werd voltooid. Hierdoor konden de venen bij Muntendam, Veendam en Wildervank ontgonnen worden. Tegelijkertijd werd het kanaal doorgetrokken naar Winschoten, waar het uitmondde in de Westerwoldse Aa. Een schutsluis of verlaat te Zuidbroek moest voorkomen dat het overtollige veenwater naar de laaggelegen landerijen in de Dollardpolders stroomde. Bij de sluis verrezen enkele herbergen en logementen, waarvan het in 1981 afgebrande Hotel Mellema op de hoek van de Kerkstraat vermoedelijk de oudste was. De woning van de sluiswachter - voorzien van grote graanzolders en een schuur - dateerde uit 1639; later woonde hier een rijke graankoper. Het gebouw moest - ondanks protesten - na sloop in 2003 plaats maken voor een appartementencomplex. Tevens kreeg Zuidbroek een verbinding per trekschuit met Groningen. Het was waarschijnlijk de eerste geregelde trekschuitverbindingen in Nederland. In de zeventiende eeuw was sprake van maar liefst zes beurtschippers. Langs het kanaal kwam verder een rijweg te liggen. Ten oosten van Zuidbroek waren op het trekpad geen wagens toegestaan vanwege de modderige ondergrond. Wagens moesten omrijden via de Galgeweg in de richting van Meedenertol en vandaar naar Scheemda, dan wel via de Zevenwoldsterweg naar Meeden. Via een stenen boogbrug (de Zuidbroekster pijpe) kon men richting Muntendam rijden.
In de achttiende eeuw verrezen aan het Winschoterdiep enkele herenhuizen, waaronder het deftige buitenverblijf van de familie Van Iddekinge. Ook elders in het dorp waren enkele buitenplaatsen te vinden, zoals Rustenbroek (Kerkstraat), Amsingh (Heiligelaan), Swijghmanheerd, Duursema Clappe en Tamminga Clappe (beide in het Westeind). Daarnaast fungeerde Zuidbroek als een bestuurlijk centrum: de hoogste ambtenaar van het Oldambt – de drost – woonde in Uiterburen en hield jarenlang kantoor in het Oude Rechthuis aan de Kerkstraat, die tevens als herberg diende. Hij werd bijgestaan door een secretaris (landschrijver) en een gerechtsdeurwaarder (wedman). De executieplaats met de galg bevond zich op een hoogte aan de Galgeweg bij het latere Galgenboschje. Na 1815 kreeg Zuidbroek een eigen belastingkantoor en in 1838 een kantongerecht, dat tot 2001 in functie was. Niet voor niets spraken de tijdgenoten over een "aanzienlijke plaats" die zich met andere handelsplaatsen goed kon meten. Ook werd er vermoedelijk de jaarmarkt gehouden.
Het Winschoterdiep heeft een belangrijke rol gespeeld in de ontwikkeling van het Zuidbroek. Door de ligging aan meerdere land- en waterwegen kreeg het dorp de nodige bedrijvigheid. Aan het Winschoterdiep waren een bierbrouwerij, een bakkerij, een blauwververij, een cichorijbranderij, een boekweitmolen, een graanpakhuis en een scheepshelling te vinden. Daarbij kwam in 1839 een moutwijnfabriek aan de Pijpstraat, vervolgens in 1846 een oliemolen en in 1856 een tweede korenmolen. Aan het Munterdammerdiep werd in 1787 een zaagmolen en in 1849 nog een tweede gebouwd, terwijl elders in Zuidbroek een vlasfabriek (1869) en in Uiterburen een luciferfabriek (1870) verrezen. Later kreeg het dorp er nog een motorenfabriek en een cementfabriek bij. Toch stelde deze nijverheid vergeleken met andere plaatsen in de Veenkoloniën weinig voor: Zuidbroek bleef vooral een handelsplaatsje met winkels, herbergen en rentenierswoningen.
De grootste industrievestiging was aardappelmeelfabriek Motké in het Westeind van Zuidbroek. Grootindustrieel Willem Albert Scholten liet deze fabriek voor aardappelzetmeel, stroop, sago en dextrine in 1859 bouwen. De fabriek profiteerde van het toen nog schone water in het Winschoterdiep. In topjaren werkten er 130 mannen en vrouwen. Ruim honderd jaar bleef dit bedrijf bestaan. De gebouwen werden omstreeks 1985 gesloopt. Door de industrialisatie van de Veenkoloniën raakte het Winschoterdiep echter sterk vervuild: de rotte eierenlucht was vaak niet te harden. Omstreeks 1975 werden er maatregelen genomen die een eind aan deze overlast maakten.
Van groot belang was de aanleg van de Rijksstraatweg van Groningen naar de Duitse grens in 1839. De weg volgde het oude tracé langs het Winschoterdiep en liep vervolgens via de Kerkstraat, de Heiligelaan en Uiterburen naar de huidige Scheemderweg. Het was de eerste verharde rijweg door Oost-Groningen die ook bij winterdag te gebruiken was. In het dorpscentrum bestond het wegdek uit kinderkopjes, elders uit fijngeklopt puin. Het centrum werd verfraaid met leilinden, die later voor een wegverbreding weer werden gekapt. Ook postkoetsen en diligences maakten veelvuldig gebruik van deze weg. "Het is een aanzienlijk, volkrijk en welbebouwd dorp, hetwelk zeer verlevendigd wordt door den veelvuldigen doortogt van rijtuigen, schuiten en schepen", meldt het Aardrijkskundig Woordenboek in 1851 over Zuidbroek.
De aanleg van de spoorlijn van Groningen naar Duitsland in 1868 was eveneens van groot belang. De komst van de spoorweg versterkte de oost-west oriëntatie van Zuidbroek. Sinds 1868 heeft Zuidbroek een spoorwegstation, aan de trajecten aan de Groningen - Nieuweschans en Groningen-Veendam, Station Zuidbroek. In 1959 is het stationsgebouw grondig verbouwd, waarbij de bovenverdieping en gedeelten van de zijvleugels zijn verwijderd. In het gebouw is omstreeks 2010 in oude staat teruggebracht en biedt plaats aan het Noord-Nederlands Trein & Tram Museum. Vanaf Zuidbroek loopt vanaf de spoorlijn een aftakking naar Veendam en Stadskanaal, die gebruikt wordt voor goederenvervoer en personenvervoer naar Veendam. Deze lijn was vroeger een onderdeel van de lijnen van de Noordoosterlocaalspoorweg-Maatschappij (NOLS) waardoor Zuidbroek een knooppunt was. De NOLS had eveneens de spoorlijn Zuidbroek - Delfzijl aangelegd die bij station Zuidbroek begon. Ten noordoosten van het dorp lag eveneens de stopplaats Zuidbroek dorp. Van 1881 tot 1923 was Zuidbroek het beginpunt van de paardentramlijn van de Eerste Groninger Tramway-Maatschappij die in 1895 Ter Apel bereikte.
Rond 1900 begon de voorname positie van Zuidbroek te verminderen; de socialistische voorman Jan Schaper noemde de plaats rond 1900 geringschattend een 'negorij'. De stad Groningen wist zijn positie als centrum voor een wijde omgeving te versterken en ook de groei van plaatsen als Veendam en Hoogezand-Sappemeer betekende een relatieve achteruitgang van de betekenis van Zuidbroek. De komst van nieuwe autowegen maakte dat de plaats zijn functie als halteplaats verloor. De verbreding van de A7 in 1990 sneed het dorp bovendien doormidden.
De opkomst van het socialisme leidde ook in Zuidbroek tot spanningen. De autoritaire burgemeester Sape Talma Stheeman nam in 1894 na heftige conflicten ontslag. Hij liet zijn villa aan het Winschoterdiep afbreken en een nieuwe bouwen aan de Hereweg in Groningen. Deze villa kreeg de naam 'Hilghestede', naar een middeleeuwse bedevaartsplaats..
Aan de Heiligelaan in Zuidbroek werd in 1883 een nieuwe dorpsschool gebouwd, die in de plaats kwam van de oude dorpsschool bij de hervormde kerk. De bijschool in Uiterburen, vermeld in 1620, werd toen opgeheven. Het dorp had in de negentiende eeuw tevens een Franse school, terwijl in 1866 een derde basisschool aan het Winschoterdiep werd gebouwd, die in 1953 plaats maakte voor de Beatrixschool. De school aan de Heiligelaan werd vervangen door de Jan Ligthartschool, die onder één dak kwam met de ULO/MAVO-school, die naar het Groningse voorbeeld De Hilgestede werd genoemd. Beide scholen sloten in 1994 hun deuren. In 1919 werd daarnaast in de Kerkstraat een christelijke school gebouwd, naast de gereformeerde kerk, die later werd omgedoopt tot  De Wegwijzer. De Beatrixschool en De Wegwijzer verhuisden in 2006 naar de nieuwe combinatieschool De Tandem aan De Vennen..
De meeste bebouwing aan de Heiligelaan dateert uit het begin van de twintigste eeuw. De bekende Villa Vredenburg werd gebouwd in 1863 en gesloopt in 1919. De woonwijk Boslaan werd ontwikkeld na 1990.
Het Winschoterdiep werd omstreeks 1955 flink verbreed. Het sluizencomplex werd daarbij naar het oosten verplaatst. Door de aanleg van het Wildervanckkanaal werd het Muntendammerdiep grotendeels overbodig.
In 1996 opende het restaurant Van der Valk zijn deuren. In de Europahal bevonden zich aanvankelijk een sportcentrum en een door de gemeente gefinancierd wedstrijdbad, die later weer de deuren sloten. Het concern raakte later in opspraak, doordat bleek dat de bouwactiviteiten grotendeels zonder vergunningen hadden plaatsgevonden. Omstreeks 2001 ging het bedrijventerrein Gouden Driehoek van start. De ontwikkeling van dit terrein leidde tot een heftig conflict met de provincie Groningen, die een streep zette door plannen om hier een regionaal winkelcentrum te bouwen. Ook plannen voor een factory outlet center en een ziekenhuis in Zuidbroek konden niet op goedkeuring rekenen, terwijl plannen voor de bouw van een voetbaltrainingscentrum werden afgelast.

## Petruskerk
Zuidbroek heeft een monumentale kruiskerk uit de tweede helft van de dertiende eeuw in romanogotische stijl. Het gebouw was oorspronkelijk gewijd aan Augustinus van Hippo), maar heeft door een vergissing de naam Petruskerk gekregen. De restauratie van het kerkorgel, in 1795 gebouwd door Heinrich Hermann Freytag en Frans Casper Snitger is in 2007 opgeleverd. De toren staat los van de kerk en heeft gediend als gevangenis.

## Joodse gemeente
Noord- en Zuidbroek hadden een kleine joodse gemeenschap, die een tijdlang een eigen gemeente vormde. Hij bestond vooral uit slagers, veehandelaren, opkopers en venters. In 1733 wordt voor het eerst een joodse synagoge bij de brug over het Winschoterdiep genoemd. Deze heeft niet heel lang bestaan. In 1883 werd in Uiterburen een nieuwe synagoge ingericht, met een schoollokaal en een voorzangerswoning. Rond 1900 bestond de gemeenschap uit 75 personen, daarna nam hun aantal snel af. De joodse gemeente werd in 1922 bij Hoogezand-Sappemeer gevoegd, het gebouwtje in 1934 afgebroken. De joodse begraafplaats bij 't Veen aan de Botjesweg dateert uit 1886.

## Botjes Zandgat
Botjes Zandgat is een zandafgraving met een diepte van 40 meter tussen Zuidbroek en Noordbroek. Er wordt actief zand gewonnen, maar sinds 2011 is een deel afgeschermd als zwembaai, met een strand voor dagrecreatie. Vanwege het heldere water wordt de plas tevens gebruikt voor duikactiviteiten. De naam is ontleend aan een voormalige eigenaar, Feiko Botjes.

## Gemeente Zuidbroek (1808-1965)
Vanaf 1808 tot 1 juli 1965 was Zuidbroek een zelfstandige gemeente. Vanaf deze datum vormde Zuidbroek met Noordbroek de gemeente Oosterbroek, die in 1989 fuseerde met Muntendam en Meeden tot de gemeente Menterwolde. Op 1 januari 2018 zijn de gemeenten Menterwolde, Hoogezand-Sappemeer en Slochteren opgegaan in de nieuwe gemeente Midden-Groningen.

## Geboren
- Scato François Gockinga (1753-1796), militair en politicus
- Hielke Antonides (1905-1981), verzetsstrijder
- Jan Houtman (1917-1944), verzetsstrijder
- Imca Marina (1941), zangeres
- Johan Remkes (1951), politicus